# Andrew Henderson
Andrew Roger Henderson (Chatham, 3 febbraio 1980) è un rugbista a 15 britannico, internazionale per la Scozia, dal 2011 attivo solo da dilettante nella squadra del Glasgow Hutcheson Aloysians in seconda divisione scozzese.

## Biografia
Nato in Inghilterra nella cittadina di Chatham nel Kent, ma cresciuto in Scozia a Kirkintilloch, nel Dunbartonshire Orientale, Henderson iniziò a giocare a rugby a 8 anni a Lenzie — località a circa metà strada tra Kirkintilloch e Glasgow — dove compì i suoi studi.
Nel 1999 fu aggregato alle giovanili del Glasgow Thistles' che quell'anno si recarono in Nuova Zelanda per un breve tour , e l'anno successivo fu messo sotto contratto dai Glasgow Hawks, che nel 2001 formarono la base per la franchigia della neonata Celtic League dei Glasgow Warriors.
Esordì in Nazionale scozzese a settembre 2001 contro l'Irlanda, marcando anche una meta al debutto.
Fu, due anni più tardi, convocato nella rosa che prese parte alla Coppa del Mondo di rugby 2003 in Australia, e fu presente anche alla Coppa del Mondo di rugby 2007 in Francia; il suo più recente appuntamento internazionale fu il Sei Nazioni 2008, nella cui partita di chiusura, una sconfitta a Roma contro l'Italia, disputò il suo ultimo test match.
Alla fine del suo contratto, nel giugno 2009, Henderson firmò un accordo triennale con il club francese del Montauban ma, dopo una sola stagione, a causa del fallimento societario del club il suo contratto fu risolto.
Tornò quindi in Gran Bretagna, nella squadra inglese dei Newcastle Falcons, ma alcune difficoltà finanziarie della società dovute alla perdita dello sponsor principale e solo parzialmente risolte dall'arrivo di un nuovo investitore, unite a un infortunio che lo tenne sei mesi fuori rosa e a causa del quale non gli fu possibile scendere in campo che quattro volte in tutto il campionato, spinsero Henderson a chiudere la carriera professionistica alla fine della stagione di Premiership 2010-11 per intraprendere la professione di idraulico.
Tornato a Glasgow, trovò quindi lavoro come apprendista in un'impresa di costruzioni il cui direttore, per coincidenza, è anche presidente di un club di rugby di seconda divisione, il Glasgow Hutcheson Aloysians, per il quale gli propose di tesserarsi, cosa che Henderson fece, alternando da allora la professione di idraulico all'attività dilettantistica da rugbista.